# Jean Blanchet
Jean Blanchet (Lione, 1767 – 1852) è stato un orologiaio svizzero, fondatore dell'omonima ditta.

## Biografia
Cresciuto a Lione, dove suo padre Pierre possedeva una piccola fabbrica di quadranti d'orologio, rimase tanto affascinato dalla tradizione svizzera e francese nel settore che nel 1789 aprì a sua volta una propria fabbrica d'orologi, la Blanchet appunto, destinata a raggiungere rapidamente il successo fra la ricca borghesia di un po' tutta Europa per l'accuratezza tecnica ed estetica dei suoi prodotti. Non a caso, appassionato viticoltore qual era, amava ripetere che per ottenere un modello d'alta orologeria ci volevano le stesse cure e attenzioni necessarie per produrre un buon vino.
Nel 1828 si sposò con Laura Wilson, figlia di un ambasciatore inglese, e l'anno successivo ne ebbe un figlio, Yves, che nel 1849, deciso a proseguire l'attività paterna, si iscrisse all'École royale d'horlogerie di Cluses, da poco fondata nell'Alta Savoia, presso il confine svizzero, per perfezionarsi nella tecnica e nel design degli orologi.
Tre anni dopo, nel 1852, Jean morì in un incidente e Yves assunse la direzione della Blanchet trasferendola nel 1856 a Coppet, sul lago di Ginevra, per migliorarne ulteriormente la sofisticata tecnica costruttiva e lanciare la sua "Manufacture d'Horologerie Blanchet & Cie".